# Elisabeth Keyser
Hilda Elisabeth Keyser (1851-1898) foi uma pintora sueca.